# Parque nacional Teluk Cenderawasih
El parque nacional Teluk Cenderawasih es el parque nacional marino más grande de Indonesia, localizado en la bahía Cenderawasih, al sureste de la península de Doberai, también conocida como Cabeza de Pájaro. Incluye las islas de Mioswaar, Nusrowi, Roon, Rumberpon y Yoop. El parque protege un rico ecosistema marino, con más de 150 especies de corales registradas, por lo que está considerado como potencial Patrimonio de la Humanidad.

## Flora y fauna

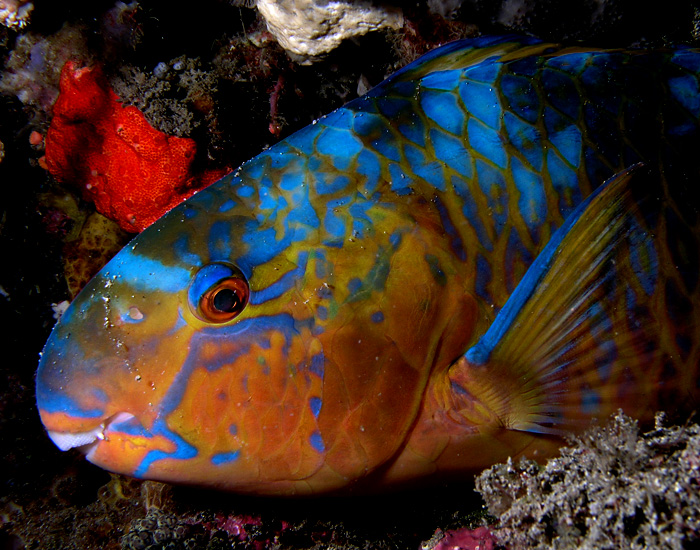
Pez loro (Scaridae), una de las más de 200 especies de peces que se han hallado en el parque.

Con una superficie superior a 14 535 km², el parque nacional incluye ecosistemas costeros y manglares (0,9%), arrecifes de coral (5,5%), ecosistemas de bosque tropical isleños (3,8%) y aguas marinas (89,8%). Se han encontrado unas 46 especies de plantas en las islas, entre las que destacan Bruguiera y Avicennia, Nypa fruticans, Metroxylon sagu, Casuarina equisetifolia y Terminalia catappa.
El ecosistema de arrecifes de coral forma parte de la región conocida como Triángulo de coral. En el parque Cenderawasih se han registrado más de 150 especies de coral, repartidas en 15 familias y distribuidas en las orillas de 18 islas. En estos arrecifes se encuentran colonias de coral azul, coral negro, Leptoseris, Mycedium elephantotus y Alcyonacea o corales blandos. El porcentaje de cobertura de coral vivo varía de 30-40% a 64-65%.
Más de 200 especies de peces habitan el parque, entre ellos peces mariposa, damiselas, peces loro, siganos, peces payaso y tiburones. Entre las especies de moluscos se cuentan cauries, Strombidae, Lambis, Charonia tritonis y almeja gigante.
Hay cuatro especies de tortuga comunes en el parque: la tortuga carey, la tortuga verde, la tortuga olivácea y la tortuga laúd. Por otro lado, entre los mamíferos presentes se incluyen dugong, delfines y ballena azul.

## Población humana
Aproximadamente 14 000 personas viven en 72 pueblos dentro del parque. En la zona se hablan varias lenguas austronesias, entre las que están clasificadas las lenguas de la rama Cenderawasih, como Wandamen, Dusner, Meoswar, Roon y Yeretuar. La mayoría del parque es parte de Teluk Wondama, en la provincia de Papúa Occidental, mientras que la parte oriental está en Nabire, en la provincia de Papúa.

## Conservación
En 1990, el área fue nombrada Reserva Natural Marina de Teluk Cendrawasih,  fue en 1993 cuando la reserva pasó a ser designada parque nacional aunque fue finalmente declarado como tal en 2002. El parque está dirigido por Balai Taman Nasional con un personal de 106 trabajadores.